# Vanishing Vision
Vanishing Vision je debutové album skupiny X Japan, které poprvé, 14. května 1988, vydalo Extasy Records, soukromé vydavatelství leadera skupiny Yoshikiho, jako LP vinyl. Těchto desek se prodalo přes 800.000 kusů.
Rok na to, 15. října 1989, vyšlo Vanishing Vision i jako klasické CD. 

Album obsahuje devět skladeb, z čehož dvě – Kurenai a Unfinished byly později znovu nahrány pro druhé studiové album s názvem Blue Blood.

## Seznam skladeb
| Pořadí         | Název                | Hudba          | Text           | Délka |
| -------------- | -------------------- | -------------- | -------------- | ----- |
| 1.             | Dear Loser           | Taiji          |                | 2:27  |
| 2.             | Vanishing Love       | Yoshiki        | Yoshiki        | 6:01  |
| 3.             | Phantom of Guilt     | Taiji          | Toshi          | 5:18  |
| 4.             | Sadistic Desire      | Hide           | Yoshiki        | 6:09  |
| 5.             | Give Me the Pleasure | Taiji & Hide   | Yoshiki        | 2:57  |
| 6.             | I'll Kill You        | Yoshiki        | Yoshiki        | 3:29  |
| 7.             | Alive                | Yoshiki        | Yoshiki        | 8:24  |
| 8.             | Kurenai              | Yoshiki        | Yoshiki        | 5:46  |
| 9.             | Un-finished          | Yoshiki        | Yoshiki        | 1:32  |
| Celková délka: | Celková délka:       | Celková délka: | Celková délka: | 42:03 |